# Oerlikon Contraves
Oerlikon era una empresa suiza que, entre otros productos, fabricaba artillería antiaérea y que fue fundada en 1906 como una fábrica de máquinas-herramienta, la Schweizerische Werkzeugmaschinenfabrik Oerlikon (SWO). En 1923 la empresa adquirió una fábrica en Alemania, comenzando su expansión. En 1936 fundó una empresa completamente dedicada a la fabricación y al desarrollo de armas antiaéreas llamada Contraves AG (en latín contra aves). En 1939 funda la empresa aeronáutica Pilatus Flugzeugwerke. 
Desde enero de 2009 Oerlikon-Contraves es conocida como Rheinmetall Air Defence AG y emplea 2100 trabajadores en todo el mundo, Es una subsidiaria de Rheinmetall-DeTec AG, el mayor fabricante alemán de armamento.
Oerlikon se hizo famosa por su cañón automático Oerlikon 20 mm, utilizado durante la Segunda Guerra Mundial y todavía en uso hoy en día en numerosas fuerzas armadas. Copias y derivados de sus diseños fueron empleados por fabricantes alemanes, franceses, estadounidenses, británicos y japoneses.